# 아시아 태평양 트레이드 센터

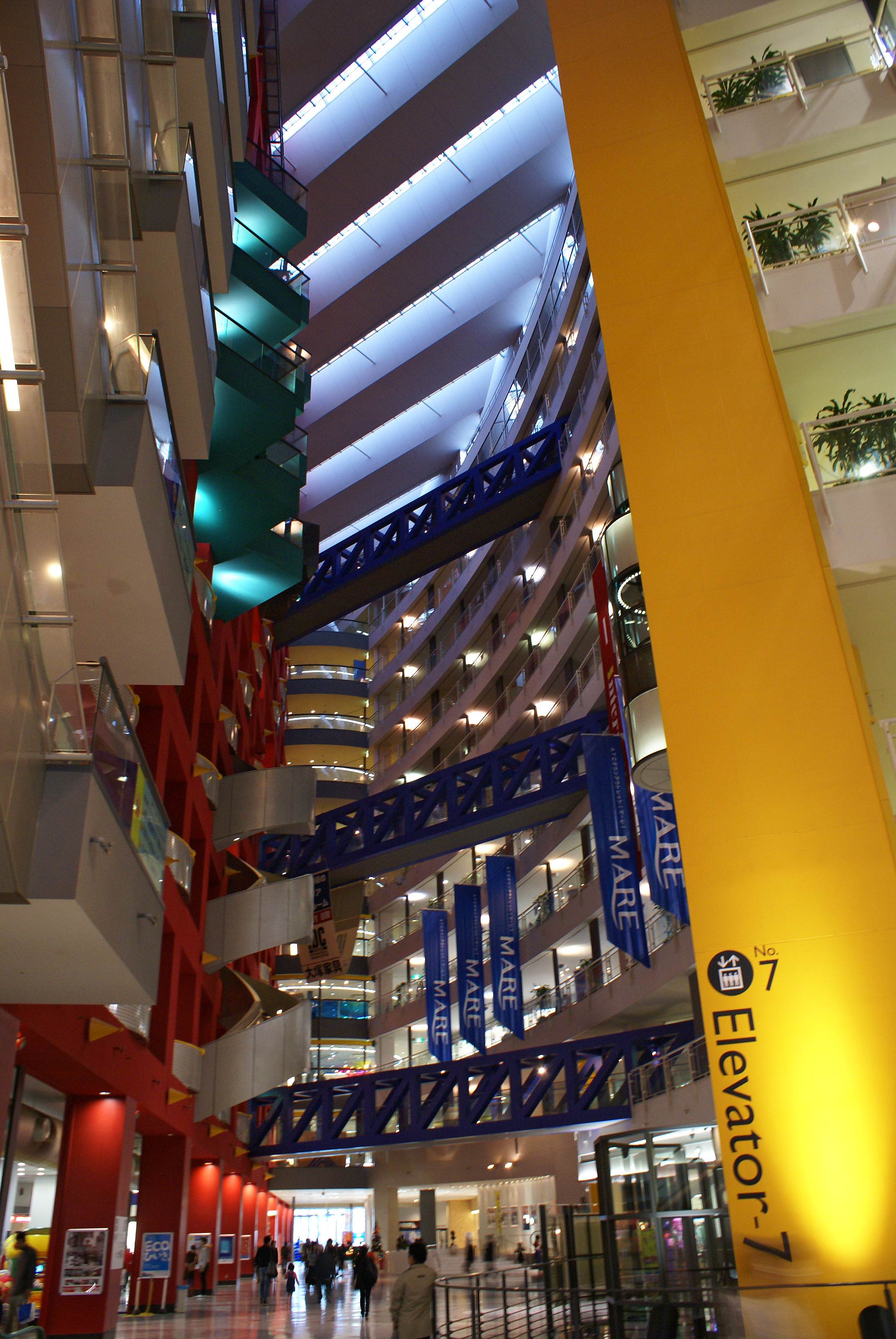
아시아 태평양 트레이드 센터 내부

아시아 태평양 트레이드 센터(일본어: アジア太平洋トレードセンター)는 일본 오사카부 오사카시 스미노에구에 있는 대형 복합 쇼핑몰이다. 1994년에 개업하였다. 크게 3개의 동으로 구성되어 있다. 아울렛 매장과 의류, 잡화, 액세서리 등이 입점해 있는 동은 ITM동이며, O's동은 오락 시설들이 있으며, ATC동은 각종 행사와 전시회 등이 열린다.